# Sam Shepard
Sam Shepard, rodným jménem  Samuel Shepard Rogers III (5. listopadu 1943 Fort Sheridan, Illinois – 27. července 2017 Midway, Kentucky), byl americký dramatik, spisovatel, hudebník (kytarista, bendžista a bubeník), scenárista, herec a režisér.
Jako divadelní autor vytvořil několik desítek divadelních her. V roce 1979 se stal držitelem Pulitzerovy ceny za drama Pohřbené dítě. Jedenáct jeho divadelních her obdrželo divadelní cenu Obie.

## Stručný životopis
Oba jeho rodiče byli původním povoláním učitelé, jeho otec za 2. světové války sloužil v americkém letectvu jako pilot bombardéru a protože po válce v armádě zůstal natrvalo, své dětství proto strávil na různých amerických vojenských základnách, nakonec však celá rodina skončila na ovocnářské zemědělské farmě, kde on sám zpočátku také pracoval. Kromě toho se věnoval i sportu (rodeo a baseball) a hudbě, hrál mimo jiné také v rockové kapele, hudba jeho kapely The Holy Modal Rounders zazněla ve známém snímku Bezstarostná jízda.
Po ukončení střední školy krátce studoval i na vysoké škole, studium však nedokončil, neboť se připojil k zájezdové divadelní skupině. Službě ve vietnamské válce se vyhnul výmluvou na to, že je drogově závislý na heroinu.
Na počátku osmdesátých let spolupracoval s velšským hudebníkem a hudebním skladatelem Johnem Calem; přispěl dvěma písňovými texty na jeho album Music for a New Society, konkrétně k písním „If You Were Still Around“ a „Risé, Sam and Rimsky-Korsakov“.

## Herecká filmografie
- 1970 Brand X
- 1978 Nebeské dny
- 1978 Renaldo and Clara
- 1980 Vzkříšení
- 1981 Nebezpečný muž
- 1982 Frances
- 1983 Správná posádka
- 1984 Drsná země
- 1984 Paříž, Texas
- 1985 Láskou posedlí
- 1986 Zločiny srdce
- 1987 Baby Boom
- 1989 Ocelové magnólie
- 1990 Jako andělé
- 1991 Bezbranná
- 1991 Homo Faber
- 1992 Bouřlivé srdce
- 1993 Případ Pelikán
- 1994 Nejlepší máma
- 1995 Sympaťáci (TV film)
- 1995 Ulice Lareda (TV seriál)
- 1996 Lily Dale (TV film)
- 1997 Jediné vzrušení
- 1999 Dash a Lilly (TV film)
- 1999 Láska až za hrob
- 1999 Očistec (TV film)
- 1999 Sníh padá na cedry
- 2000 Hamlet
- 2000 Changing Stages (TV seriál)
- 2000 Krása divokých koní
- 2000 Sebeobrana (TV film)
- 2001 Černý jestřáb sestřelen
- 2001 Despota (TV film)
- 2001 Přísaha
- 2001 Rána do srdce (TV film)
- 2001 Swordfish: Operace Hacker
- 2002 Leo
- 2003 Spiknutí
- 2003 This So-Called Disaster
- 2004 Zápisník jedné lásky
- 2005 Nechoď klepat na dveře
- 2005 Stealth: Přísně tajná mise
- 2006 Noční můra
- 2006 Sexy Pistols
- 2007 Zabití Jesseho Jamese zbabělcem Robertem Fordem
- 2008 Vdaná snoubenka
- 2008 Zločinec
- 2009 Bratři
- 2010 Inhale
- 2010 Tough Trade (TV film)

## Scénáře
- 1968 Me and My Brother, režie Robert Frank
- 1970 Zabriskie Point, režie Michelangelo Antonioni
- 1984 Paříž, Texas, režie Wim Wenders
- 1985 Láskou posedlí, režie Robert Altman (filmová podoba jeho stejnojmenné divadelní hry)
- 2005 Nechoď klepat na dveře, režie Wim Wenders

## Režie
- 1988 Far North (také scénář)
- 1994 Silent Tongue (také scénář)

## Sbírky (původní názvy)
- Hawk Moon, PAJ Books, 1973, ISBN 0-933826-23-0
- Motel Chronicles, City Lights, 1983, ISBN 0-87286-143-0
- Seven Plays, Dial Press, 1984, 368 stran, ISBN 0-553-34611-3
- Fool For Love and Other Plays, Bantam, 1984, 320 stran, ISBN 0-553-34590-7
- The Unseen Hand: and Other Plays, Vintage, 1996, 400 stran, ISBN 0-679-76789-4
- Cruising Paradise, Vintage, 1997, 255 stran, ISBN 0-679-74217-4
- Great Dream Of Heaven Vintage, 2003, 160 stran, ISBN 0-375-70452-3
- Rolling Thunder Logbook, Da Capo, 2004 reissue, 176 stran, ISBN 0-306-81371-8
- Day out of Days: Stories, Knopf, 2010, 304 stran, ISBN 978-0-307-26540-1

## Divadelní hry, česká vydání
- (1983) Láskou posedlí – hru uvádělo již několik českých divadel, mimo jiné také pražské Divadlo Ungelt
- 2001 Simpatico – komorní divadelní drama pro tři muže a tři ženy, které v české premiéře uvedla Komorní činohra.
- 2009 Motelové kroniky – drobné povídky a příběhy, mnohdy autobiografické

## Ocenění
- 1979 Pulitzerova cena za drama Pohřbené dítě (nominace na cenu Tony)
- 1983 Film Správná posádka, nominace na cenu Americké akademie filmových umění a věd Oscar v kategorri nejlepší herec ve vedlejší roli
- 1984 Film Paříž, Texas, britská filmová cena BAFTA za nejlepší scénář
- 1986 Člen Americké literární akademie
- 1994 Uveden do divadelní síně slávy
- 1999 Dash a Lilly, televizní film, cena Emmy, nominace na Zlatý glóbus
- 2000 nominace na divadelní cenu Tony za hru Pravý západ (v originále True West)
- 2008 Drama Desk Award za hru Mámení mysli (v originále A Lie of the Mind)